# Жиган, Анатолий Иванович
Анато́лий Ива́нович Жига́н (укр. Анатолій Іванович Жиган; 1917—1964) — советский футболист и тренер. Выступал на позиции защитника в составе одесского «Пищевика» и киевского «Динамо».

## Биография

### Карьера игрока
Воспитанник котовского футбола. Карьеру в командах мастеров начал в 1939 году, сыграв 2 матча в составе одесского «Динамо». Возвращение Жигана в футбол произошло уже в первом послевоенном чемпионате СССР, где он выступал за МВО, однако в следующем году вернулся в Одессу, став одним из основных игроков «Пищевика». В 1947—1951 играл за киевское «Динамо».

### Карьера тренера
После завершения карьеры игрока закончил Киевское отделение высшей школы тренеров, после чего работал тренером в киевской футбольной школе молодёжи. С января по апрель 1957 года возглавлял полтавский «Колгоспник». В 1960 году назначен помощником старшого тренера черниговского «Авангарда». После отставки Александра Щанова в мае 1960 года исполнял обязанности тренера черниговской команды, в июле занял должность старшего тренера. С 1962 по 1963 — тренер «Авангарда» (Жёлтые Воды).